# 艾斯納獎

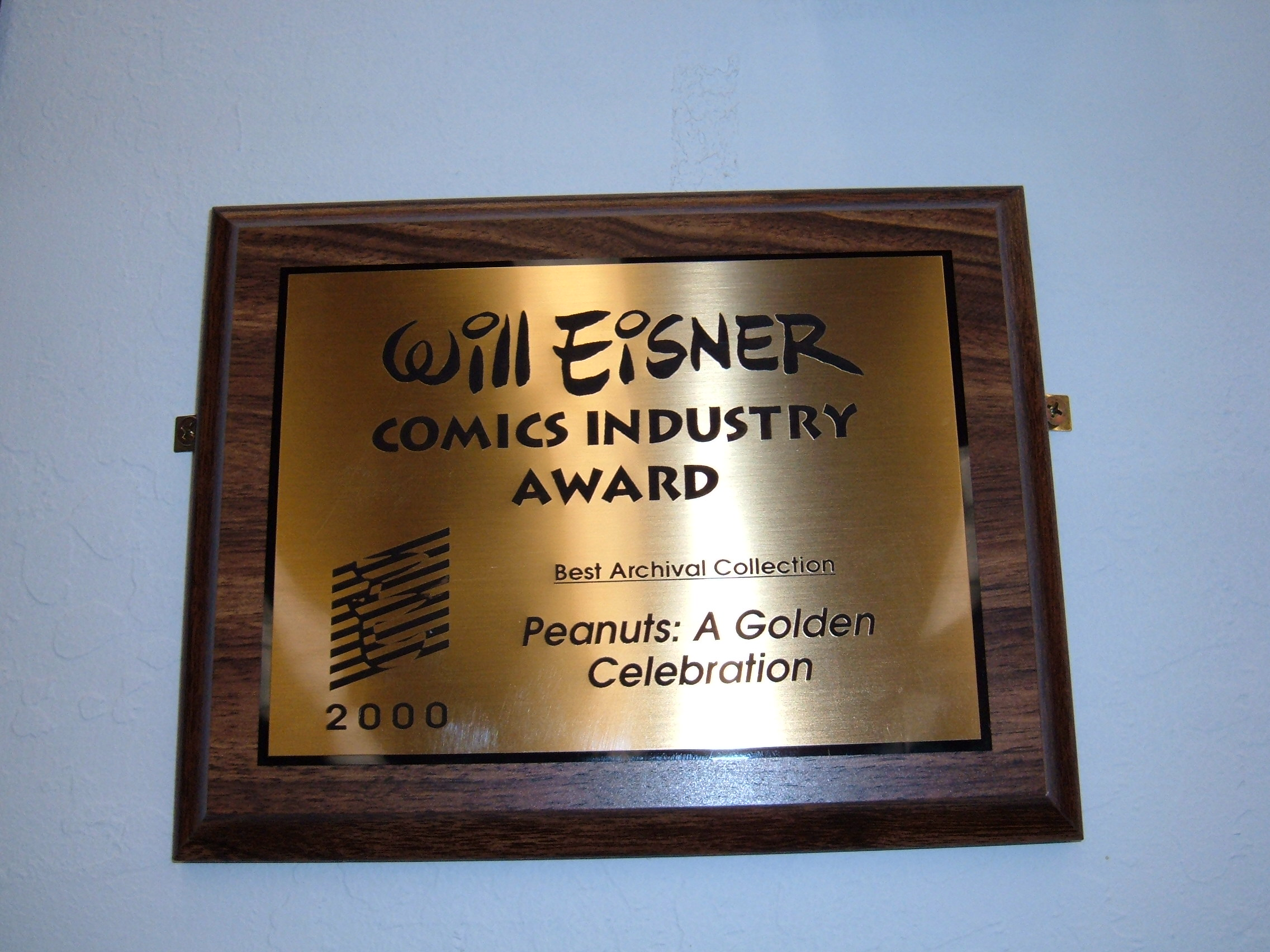
2000 年威尔艾斯纳奖最佳档案收藏花生：金色庆典，在加利福尼亚州圣罗莎的史努比画廊和礼品店展出。

艾斯納獎（Eisner Award），正式名稱為威爾·艾斯納漫畫業獎（The Will Eisner Comic Industry Award），是美國最具代表性的漫畫獎。

## 概要
艾斯納獎成立於1988年，是承繼柯比獎，為獎勵美國漫畫及漫畫從業人員而設，創辦者為戴夫·歐布里克。本獎項以漫畫家威爾·艾斯納命名，艾斯納本人亦熱衷於參與每年的頒獎活動，直至2005年其去世為止。